# Pelageja Sjajn
Pelageja Fjodorovna Sjajn (Russisch: Пелагея Фёдоровна Шайн; Ostanin, 22 september 1894 - 27 augustus 1956) was een Sovjet-Russisch astronoom die verschillende planetoïden, variabele sterren en een komeet heeft ontdekt.
Pelageja Sjajn, wiens geboortenaam Sannikova (Russisch: Санникова) was, werd in 1894 in een boerenfamilie geboren in het plaatsje Ostanin, district Solikamski, gouvernement Perm. In Sint-Petersburg volgde ze de Bestoezjev-cursussen, de eerste vorm van academisch onderwijs voor vrouwen in het Russische rijk. Ze trouwde met Grigori Sjajn, eveneens een Russisch astronoom.

## Carrière
Pelageja Sjajn was verbonden aan het Astrofysisch Observatorium van de Krim, dat tot 1945 in Simeiz was gevestigd en ook wel Simeiz-observatorium wordt genoemd. In 1928 ontdekte ze voor het eerst een planetoïde, (1112) Polonia; dit was ook de eerste door een vrouw ontdekte planetoïde.  In de periode 1928-1953 ontdekte ze een totaal van 19 planetoïden. In 1949 ontdekte ze samen met Robert D. Schaldach de periodieke komeet 61P/Shajn-Schaldach. Ook heeft ze 140 variabele sterren ontdekt.
De planetoïde (1190) Pelagia is naar haar vernoemd, en (1648) Shajna is zowel naar haar als haar echtgenoot vernoemd.

### Ontdekte planetoïden
| (1112) Polonia      | 15 augustus 1928  |
| (1113) Katja        | 15 augustus 1928  |
| (1120) Cannonia     | 11 september 1928 |
| (1121) Natascha     | 11 september 1928 |
| (1369) Ostanina     | 27 augustus 1935  |
| (1387) Kama         | 27 augustus 1935  |
| (1390) Abastumani   | 3 oktober 1935    |
| (1475) Yalta        | 21 september 1935 |
| (1610) Mirnaya      | 11 september 1928 |
| (1648) Shajna       | 5 september 1935  |
| (1654) Bojeva       | 8 oktober 1931    |
| (1735) ITA          | 10 september 1948 |
| (1954) Koukarkine   | 15 augustus 1952  |
| (1987) Kaplan       | 11 september 1952 |
| (2108) Otto Schmidt | 4 oktober 1948    |
| (2445) Blazhko      | 3 oktober 1935    |
| (3080) Moisseiev    | 3 oktober 1935    |
| (3958) Komendantov  | 10 oktober 1953   |
| (5533) Bagrov       | 21 september 1935 |

- Virtual International Authority File: 80144648414799105587